# بخش مرکزی شهرستان دیواندره
بخش مرکزی شهرستان دیواندره یکی از بخش‌های شهرستان دیواندره  و وسیع ترین بخش در استان کردستان در غرب ایران است.
بخشدار فعلی #سیدامیدهاشمی نسب 
بخشداران قبلی محمد صادقی-سیف الله امامی-مهران عارفی (سرپرست ۵ماه)-عطاالله عبیدی- کامیار میرزایی(سرپرست بمدت کوتاه) -رئوف احمدی-رهگذر لطفی و ...بوده 
این بخش از شمال به بخش کرفتو از جنوب و شرق به بخش مرکزی بیجار ازشمالغرب به بخش امام سقز و از غرب به بخش سارال و بخش سرشیو مریوان منتهی می گردد.  
اماکن تفریحی و گردشگری بخش: کوهستان چهل چشمه_ روستای آغاجری_ غار طبیعی و طبیعت بکر روستاهای قره دره و قالوجه_حمام قدیمی پنجه- قلعه سالار سعید وزیر   
اماکن مذهبی: مقبره بابا سید عبدالرحمن پنجه- مقبره باباسید سلام قشلاق سفید - مقبره امام سبزه پوش قزکه -  مقبره پیر محمود دیواندره - و...

## تقسیمات کشوری
- دهستان چهل چشمه: شامل ۲۲روستای دارای سکنه
- دهستان حومه: دارای ۲۲روستای دارای سکنه
- دهستان قراتوره: دارای ۲۹روستای دارای سکنه

شهر: دیواندره با جمعیت ۳۴هزار نفر 

## جمعیت
بنابر سرشماری مرکز آمار ایران، جمعیت بخش مرکزی شهرستان دیواندره در سال ۱۳۹۵ برابر با ۵۵۷۱۳ نفر بوده است.